# Annalensaal

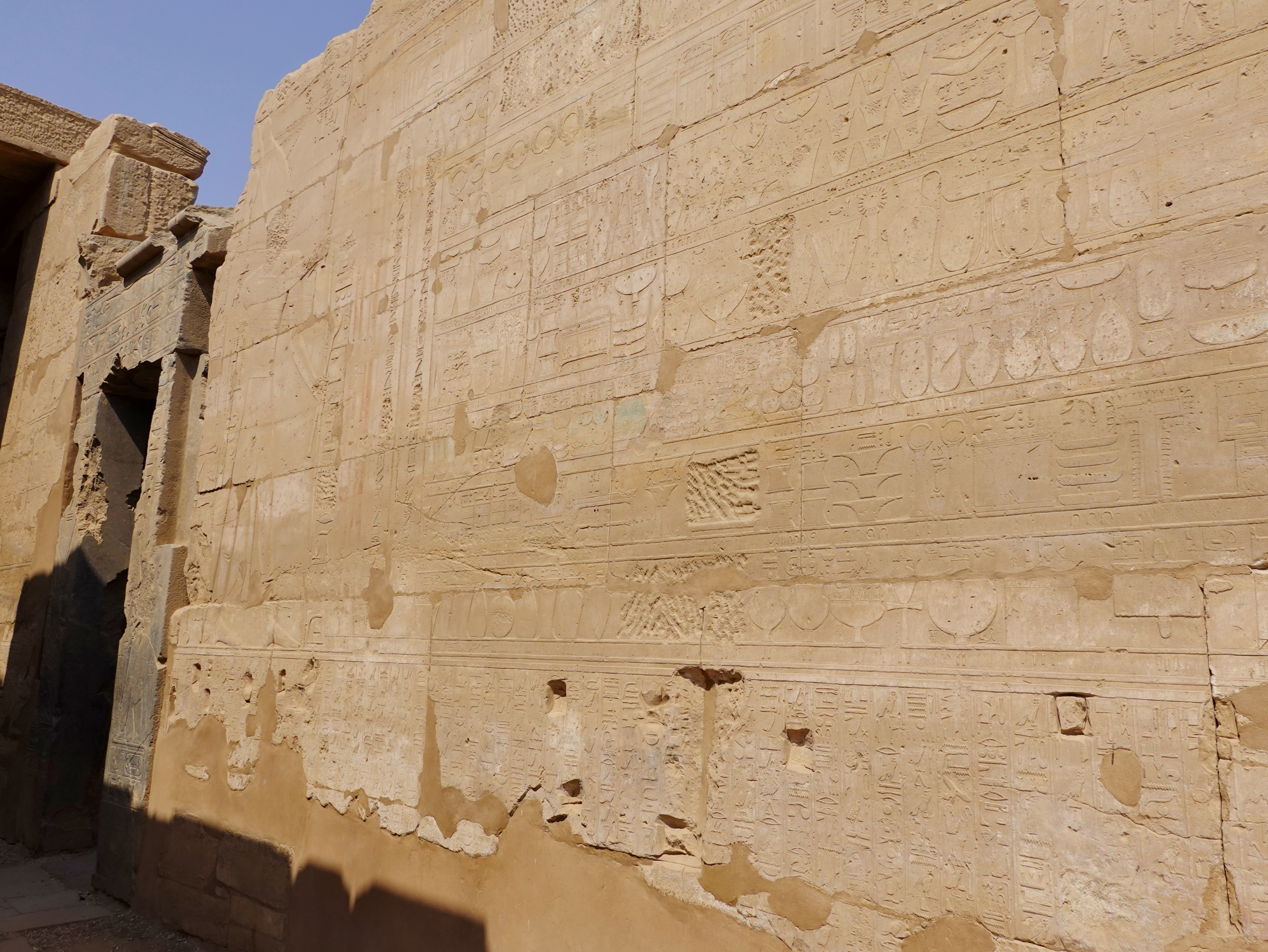
Wand des Annalensaals

Der Annalensaal (oder Saal der Annalen) ist ein quadratischer Saal im Amun-Tempel von Karnak, der auf Veranlassung von Thutmosis III. errichtet wurde und dem Barkenheiligtum vorgelagert ist. Thutmosis III. ließ hinter dem Neubau des 6. Pylon die Rote Kapelle der Hatschepsut nach Fertigstellung durch ihn selbst wieder abreißen und einen neuen Barkenschrein erstellen. Das auf heute erhaltene Heiligtum aus Rosengranit ist jedoch ein Bau Philipps III. Arrhidaios, des Bruders Alexanders des Großen, als Ersatz für den verfallenen Schrein Thutmosis’ III.

## Inschriften

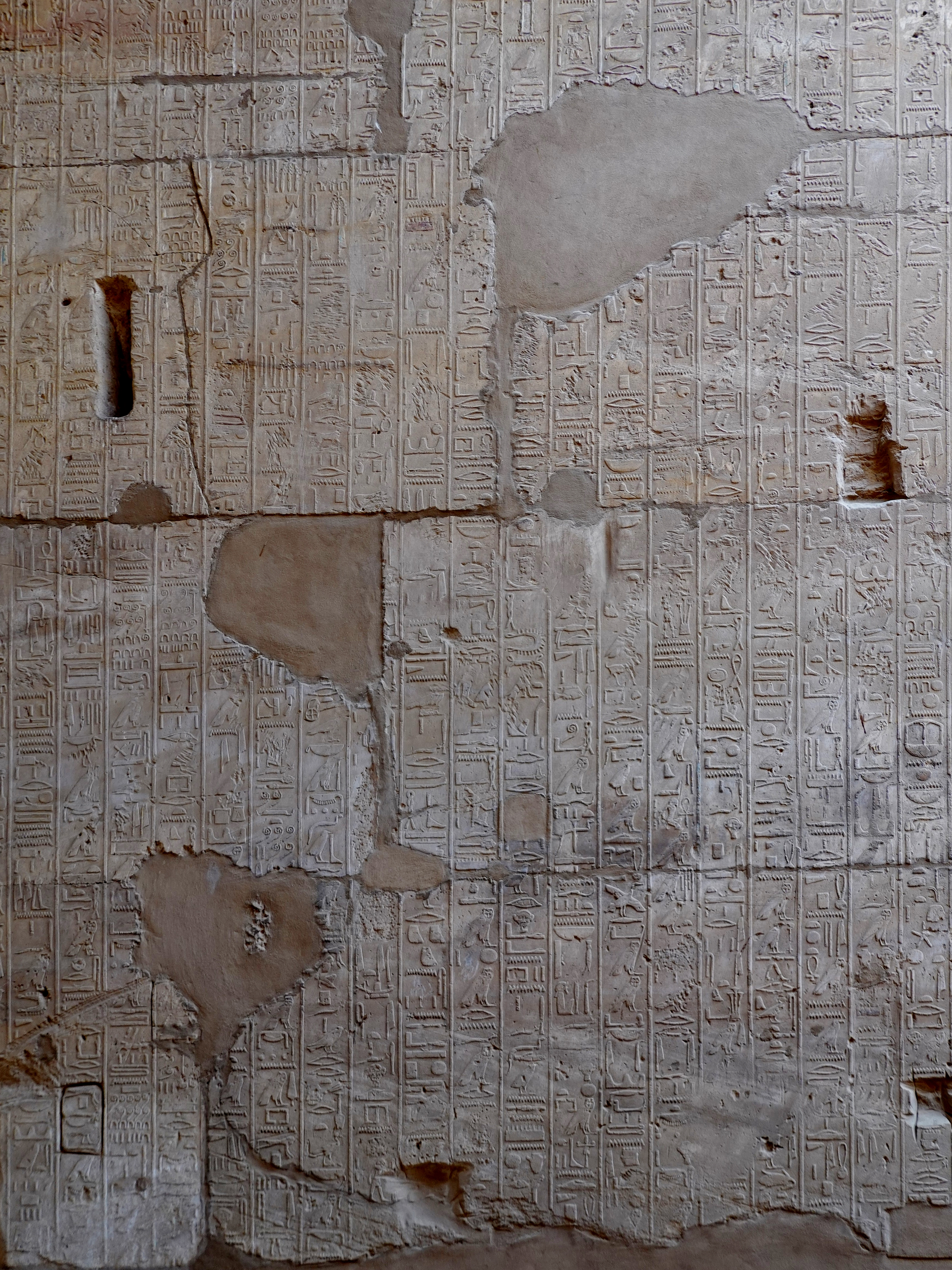
Teil der Inschriften

Auf den langen Wänden des Saals befinden sich Inschriften, die im 40. Regierungsjahr von Thutmosis III. begonnen wurden und von seinen früheren militärischen Aktionen berichten. Es handelt sich um eine recht sachliche Aufzeichnung aller Feldzüge nach Asien zwischen den Jahren 23 und 42 (1457 v. Chr. bis 1438 v. Chr.). Erwähnt werden auch die geleisteten Tributzahlungen der unterworfenen Länder und die der befreundeten Nachbarstaaten. Die Inschriften sind an einigen Stellen erheblich zerstört.
Der Text gilt als authentisch und ist die umfangreichste und wichtigste Quelle für die Feldzüge von Thutmosis III. Es handelt sich um eine überarbeitete Kurzform eines von Kriegsschreibern geführten „Tagebuchs“, welches auf Lederrollen geschrieben, nach der Rückkehr dem Tempelarchiv übergeben wurde.
Zu dem Annalensaal gehören auch die beiden Wappenpfeiler.

## Liste der Feldzüge des Thutmosis III. in Asien
Folgende Liste führt alle verzeichneten Feldzüge von Thutmosis III. auf.
| Jahr  | Militärisches Ereignis                                   |
| ----- | -------------------------------------------------------- |
| 22–23 | 01. Feldzug nach Megiddo                                 |
| 24?   | 02. Inspektionsfeldzug, nach Palästina                   |
| 25?   | 03. Feldzug, nach Retjenu                                |
| 26?   | 04. Feldzug                                              |
| 29    | 05. Feldzug, gegen die phönizischen Küstenstädte         |
| 30    | 06. Feldzug, gegen Kadesch                               |
| 31?   | 07. Feldzug, gegen Ullasa an der phönizischen Küste      |
| 33?   | 08. Feldzug, gegen Mitanni im nördlichen Syrien          |
| 34?   | 09. Feldzug, gegen drei Städte in Nordsyrien             |
| 35    | 10. Feldzug, gegen Mitanni in Nordsyrien, Aruna          |
| 36?   | 11. Feldzug                                              |
| 37    | 12. Feldzug, Gegner und Ziel unbekannt                   |
| 38?   | 13. Feldzug nach Nordsyrien, Gegner nicht sicher bekannt |
| 39    | 14. Feldzug, gegen Beduinen im Negev                     |
| 40    | 15. Feldzug, Gegner und Ziel unbekannt                   |
| 42    | 16. Feldzug, Irqata, Tunip, 3 Orte bei Qadesch, Mitanni  |